# Ziegler-Natta-katalysator
Een Ziegler-Natta-katalysator is een katalysator, die stereoselectief is en gebruikt wordt bij de polymerisatie van monomeren van een vinylverbinding tot polymeren met vertakkingen.
De katalysatoren zijn naar Karl Ziegler genoemd, voor de ontwikkeling van een op titanium gebaseerde katalysator, en naar Giulio Natta, voor het maken van stereoreguliere polymeren. Hiervoor kregen ze in 1963 de Nobelprijs voor de Scheikunde.

## Opbouw en toepassingen
Ziegler-Natta-katalysatoren worden vooral van titanium(IV)chloride, aluminiumsesquichloride en vanadiumoxytrichloride gemaakt, of ze bestaan uit een organometaalverbinding zoals trialkylaluminium.
Ziegler-Natta-katalysatoren polymeriseren terminale 1-alkenen. Dat zijn alkenen waarbij de dubbele binding zich aan het laatste koolstofatoom bevindt. Ze worden bij de productie van polyetheen, polypropeen, EPDM en polyvinylalcohol toegepast.

## Werking

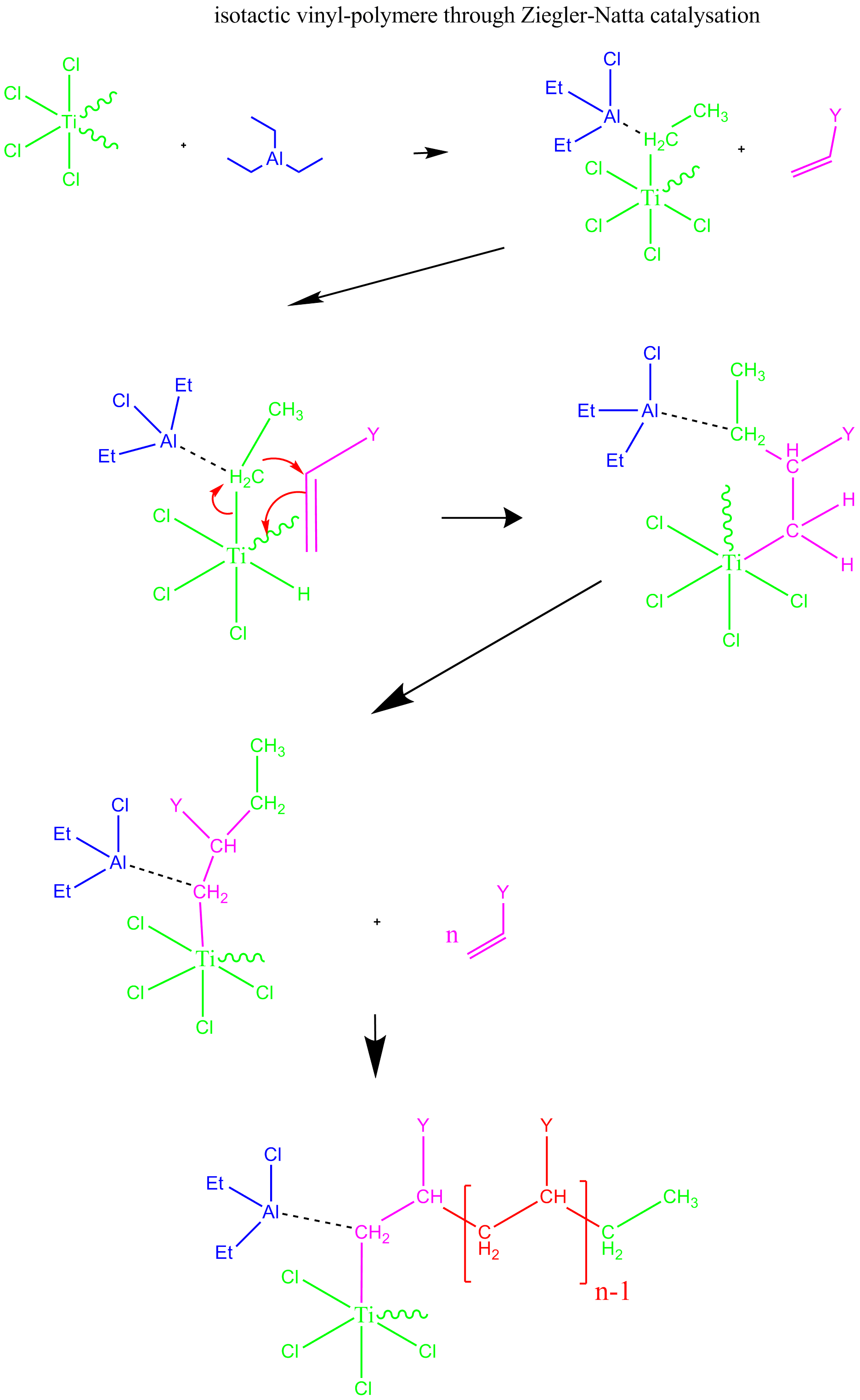
Isotactische polymerisatie met behulp van een Ziegler-Natta-katalysator

Een Ziegler-Natta katalysator is niets meer dan een overgangsmetaal, meestal titanium of vanadium, waarbij gebruikgemaakt wordt van het vrije orbitaal om een vinylmonomeer op steeds dezelfde wijze te polymeriseren. Het maken van stereoreguliere polymeren kan op de volgende manier: isotactisch, syndiotactisch en atactisch. Het polymeriseren van een vinylmonomeer kan isotactisch, dat gebeurt meestal met titanium, of alternerende, syndiotactisch, vooral met vanadium.
Allereerst wordt tri-ethylaluminium gebonden op titanium(IV)chloride, Al(Et)3 op TiCl4 of AlCl(Et)2 op Ti(Et)Cl3. Het titaan heeft hoe dan ook een vrij orbitaal. Dat is in de figuur de golvende binding. Dit vrije orbitaal is dus partieel positief geladen. Een vinylmonomeer heeft een dubbele, onverzadigde binding. De π-wolk van het monomeer vult als het ware het lege orbitaal op.
Vanaf dat moment vinden er een reeks veranderingen en elektronenshift plaats, de rode pijlen in de figuur, waarvan men de werking nog niet helemaal begrijpt. Het monomeer wordt gebonden, zodat de Y-groep, bijvoorbeeld chloor of benzylgroep, steeds dezelfde ruimtelijke positie inneemt. Op te merken is dat na toevoegen van het monomeer exact hetzelfde proces kan worden hervat, omdat de groeiende polymeerketen het vrije orbitaal niet meer afschermt.
De figuur toont een isotactische polymerisatie. Bij syndiotactische polymerisatie spiegelt de hele katalysator om en bevindt het vrije orbitaal zich aan de andere kant van het molecuul.
Isotactische en syndiotactische polymerisatie wordt echter steeds meer met behulp van metallocenen uitgevoerd.

## Websites
- Ziegler-Natta vinyl polymerization